# 도쿠가와 요리모토
도쿠가와 요리모토(일본어: 徳川頼職, 1680년 2월 17일 ~ 1705년 10월 25일)는 에도 시대 전기의 다이묘이다. 에치젠 다카모리번주(마쓰다이라씨 시절), 기슈번 제4대 번주를 지냈다.
요리모토는 기슈 번주 도쿠가와 미쓰사다의 삼남으로 태어났다. 선대 번주이자 형 쓰나노리가 병으로 후사없이 사망하자 그의 뒤를 이었다. 하지만 요리모토도 번주가 된지 얼마 되지않아 사망하였고 그 뒤를 동생 요시무네가 이었다.
|  | 다카모리번 번주 (기슈 렌시 마쓰다이라가) 1697년 ~ 1705년 | 후임 마쓰다이라 무네나가 |

| 전임 도쿠가와 쓰나노리 | 제4대 기슈번 번주 (기슈 도쿠가와가) 1705년 | 후임 도쿠가와 요시무네 |